# زلجکو کالاک
زلجکو کالاک (هلندی: Željko Kalac؛ زادهٔ ۱۶ دسامبر ۱۹۷۲) یک بازیکن فوتبال اهل استرالیا است.
وی همچنین در تیم ملی فوتبال استرالیا بازی کرده‌است.